# Fafinesu B
Fafinesu B is een bestuurslaag in het regentschap Timor Tengah Utara van de provincie Oost-Nusa Tenggara, Indonesië. Fafinesu B telt 1060 inwoners (volkstelling 2010).